# Maurice Tsalefac
Maurice Tsalefac, né le 3 mars 1957 à Bafou, arrondissement de Nkong-Ni, dans le département de la Menoua à l’ouest Cameroun et mort le 18 avril 2021, est le tout premier climatologue de son pays.

## Biographie

### Enfance et débuts
Maurice Tsalefac, né le 3 mars 1957 à Bafou , fait ses études secondaires d’abord  à Saint Laurent de Bafou, ensuite au Lycée Joss à Douala où il obtient son Baccalauréat A4 en 1975.  Il  poursuit son parcours académique à l’Université de Yaoundé et en sort avec une  Licence en géographie physique et d’une Maîtrise en géographie physique, option climatologie. En 1983,  il soutient  sa thèse de 3e cycle sur l’«Ambiance climatique des Hautes Terres de l’Ouest du Cameroun», sous la direction du professeur Serges Morin de l’Université de Bordeaux III. Un an plus tard, il est recruté comme assistant à l’Université de Yaoundé.  En 1999, il soutient sa  thèse d’État sur  la «Variabilité climatique, crise économique et dynamique des milieux agraires des hautes terres de l’Ouest du Cameroun » la climatologie, sous la direction du professeur Jean Louis Dongmo.

#### Carrière
Il accède  successivement aux grades de Maître de conférences en 2000, professeur titulaire  en 2005 et professeur titulaire de classe exceptionnelle en 2007.
Maurice Tsalefac a beaucoup collaboré avec le professeur en climatologie, Pierre Pagney de  l'Université de Dijon et à Paris IV-Sorbonne. En tant que pionnier en la matière au Cameroun, il dirige plusieurs  thèses d’étudiants de  l’Université de Yaoundé puis celle de Dschang.  L’Université de Dschang  où il est nommé  le vice-doyen chargé de la programmation et du suivi des activités académiques en 2010 et doyen de la Faculté des Lettres et Sciences humaines le 10 décembre 2014,, .
En dehors du Cameroun, le Professeur dispense également ses cours  dans d’autres universités africaines, à l’instar de l’Université Marien Ngouabi au Congo Brazzaville, l’Université de Kinshasa en Rdc, l’Université Omar Bongo au Gabon.  Il est aussi enseignant de certaines universités d’Europe telles que  l’Université d’Orléans,   l’Université de Toulouse le Mirail et l’Université de Dijon en France, et,  l’Université de Frankfurt en Allemagne.
En sa qualité d’expert Cemac, il participe de manière significative  à la conférence de Rio +20 au Brésil sur le développement durable.

##### Vie privée
Le Professeur Tsalefac, marié et père, est mort de Covid-19 à Bafoussam, le  18 avril 2021, à la suite des complications liées à cette maladie,.

## Publications
- Dr Paul Fo'odong Kana II (1933-1994) ou le règne d'un chef moderne à la tête de Bafou, une grande chefferie traditionnelle de l'ouest Cameroun, Yaoundé, Les Editions du Crac, 1994, 112 p.
- Structure du Budget D’investissements Publics de Sante Dans la Région du Centre/Cameroun (2013-2017), European Scientific Journal, ESJ Vol 16 No 35 (2020): ESJ Humanities - ESJ Humanities.
- Les satellites météorologiques et la redécouverte des climats de la planète : l'expérience de l'estimation des pluies par satellites au Cameroun par l'équipe EREDCA, article, janvier 2002, p. 415-421.
- Champs convectifs Meteosat et champs pluviométriques au Cameroun pendant la Période 1986-1994 : essai de mise en relation, Article, 2004, p. 56-64.